# Der doppelte Ehemann
Der doppelte Ehemann ist ein deutscher Spielfilm von Ferdinand Dörfler aus dem Jahr 1955. Die Hauptrollen sind besetzt mit Joe Stöckel in einer Doppelrolle, Grethe Weiser, Peer Schmidt, Ingeborg Cornelius und Ingrid Pan.

## Handlung
Heinz Krämer, der nebenberuflich in einer etwas besseren Hotelbar als Pianist arbeitet, ist in Inge Koblanck verliebt. Deren Eltern sind Otto Koblanck und dessen Ehefrau Grethe, denen ein gut gehendes Pelzmodenhaus gehört. Wie so oft im Leben, findet Grethe aber nicht, dass Heinz der richtige Mann für ihre Tochter ist. Um seine zukünftige Schwiegermutter zu überzeugen, übergibt dieser ihr seine neueste Erfindung. Es ist eine Minikamera inklusive Sender, mit der Grethe ihren Mann ständig überwachen kann, wenn er unterwegs ist. Und das ist auch erforderlich, denn Otto ist kein Kind von Traurigkeit, was den Flirt mit jungen Frauen betrifft. Was Grethe aber nun auf dem Bildschirm zu sehen bekommt, ist schlimmer als sie erwartet hatte. Otto liegt in den Armen von Dolores Gonzales, einer südamerikanischen Schönheit. Was Otto aber nicht weiß ist, dass diese gemeinsam mit ihrem Mann Fernando dem Liebestollen nur eine größere Summe Geldes abnehmen will.
Als Grethe ihren Mann mit seinen außerehelichen Abwegen konfrontiert, glaubt dieser an hellseherische Fähigkeiten seiner Frau. Doch Grethe Koblanck begeht einen Fehler, denn sie behandelt das Dienstmädchen schlecht. Aber wie jedes gute Dienstmädchen, weiß diese Perle mehr als ihre Arbeitgeberin vermutet und dieses Wissen wird nun dem Hausherrn zugetragen. Otto kennt jetzt die Gründe für die Allwissenheit seiner Frau und sucht nach einem Ausweg. Da erinnert er sich an August Schmitt, einen Herrn, der ihm verblüffend ähnlich sieht. Er engagiert diesen als seinen Doppelgänger, der nun mit der Kamera unterwegs ist. Nicht vorherzusehen war allerdings, dass August genau wie Otto einen starken Drang zu hübschen Frauen verspürt und nun beginnt das vorbereitete Feld abzuarbeiten. Grethe beobachtet gerade am Fernsehgerät, wie „ihr Mann“ sich in verfängliche Situationen begibt, als dieser durch die Tür in die Stube tritt. Sie beginnt an ihrem Verstand zu zweifeln, oder hat sie etwa einen „doppelten Ehemann“? Aber Grethe fängt sich wieder und beginnt energisch aufzuräumen. Nach dem großen Durcheinander, bei dem sogar Ohrfeigen verteilt werden, endet die Gesellschaft friedlich vereint an der Hochzeitstafel von Heinz und Inge. Otto ist glücklich, allen Gefahren noch einmal entronnen zu sein.

## Produktion, Veröffentlichung
Die Dreharbeiten für den von Dörfler Film produzierten Film fanden 1955 in München im Bavaria-Atelier München-Geiselgasteig statt.
Der Film erlebte seine Uraufführung in der Bundesrepublik Deutschland am 14. Juli 1955 im Kino Palast in Stuttgart. Am 1. Juli 2016 wurde der Film von SJ Entertainment auf DVD herausgegeben.

## Kritik
Für das Lexikon des internationalen Films handelt es sich um einen „albernen Filmschwank“, in dem der „urbayrische Komiker Joe Stöckel“ in der Doppel-Hauptrolle des „im städtischen Münchner Milieu“ angesiedelten Films „ebenso deplaciert wirk[e] wie die Berlinerin Grethe Weiser“.
Auf der Seite Kino.de war man ebenfalls der Meinung, dass es sich um eine „alberne Komödie um einen Fremdgänger“ handele, „der sein Double zur Ehefrau schickt“. Ferdinand Dörfler bediene sich „aus dem allzu oft ans Tageslicht gezogenen Repertoire der Verwechslungskomödien-Mottenkiste und [lasse] dabei kaum eine Albernheit aus. Problematisch [sei] vor allem das Lokalkolorit, das durch das städtische München ebenso versprüht werden soll wie durch den altbairischen Dialekt des Hauptdarstellers Joe Stöckel – der freilich genauso wenig in die Metropole passen will wie sein weibliches Pendant, die Berliner Schnute Grethe Weiser. Einige Schenkelklopfer für niedrige Ansprüche [seien] aber in jedem Falle dabei“.